# Guerra de l'Afganistan
|  | Aquest article tracta sobre la invasió americana de 2001. Si cerqueu la invasió soviètica de 1979, vegeu «Guerra afgano-soviètica». |

La guerra de l'Afganistan (també anomenada pel comandament americà "Operació Llibertat Duradora") esclatà com una resposta dels Estats Units als atemptats de l'11 de setembre de 2001. Aquests atemptats van ser reivindicats pel moviment extremista Al-Qaida, les bases del qual es trobaven a l'Afganistan, i que era protegit pel règim talibà. La guerra s'inicià el 7 d'octubre de 2001, davant la negativa dels talibans d'entregar Ossama bin Laden, considerat com el màxim responsable d'al-Qaida. Els Estats Units van començar una sèrie de bombardejos sobre el país, amb la fi d'enderrocar el règim i trobar el seu principal enemic públic. La guerra va acabar en 2021 amb la presa de Kabul per part dels talibans després de la retirada dels aliats.

## Antecedents

### Caiguda del regnat i període soviètic
L'ordre polític de l'Afganistan va començar a truncar-se amb l'enderrocament del rei Zahir Shah per part del seu cosí Muhammad Dawud Khan en el cop d'estat afganès del 1973. Dawud Khan havia exercit de primer ministre des de 1953 i va promoure la modernització econòmica, l'emancipació de les dones i el nacionalisme paixtus. Aquest últim fet amenaçava el govern del Pakistan, en conflicte amb el poble paixtus dins les seves fronteres. A mitjans dels anys setanta, el primer ministre pakistanès Zulfikar Ali Bhutto va començar a animar als líders islamistes afganesos, com Burhanuddin Rabbani i Gulbuddin Hekmatyar, a lluitar contra el règim. El 1978, Dawud Khan va ser assassinat en un durant la revolució Saur liderada pel Partit Democràtic Popular de l'Afganistan (PDPA, partit recolzat per l'Unió Soviètica), el seu antic soci al govern. El PDPA va impulsar una transformació socialista mitjançant l'abolició dels matrimonis concertats, la promoció de l'alfabetització massiva i la reforma de la propietat de la terra. Això va crear un conflicte amb l'ordre tribal tradicional i va provocar l'oposició a les zones rurals. La repressió del PDPA es va trobar amb una rebel·lió oberta, inclosa la insurrecció Herat d'Ismail Khan. El PDPA es va debilitar per un cop d'estat intern l'11 de setembre de 1979 quan Hafizullah Amin va destituir Nur Muhammad Taraki. La Unió Soviètica, en percebre la debilitat del PDPA i va intervenir militarment tres mesos més tard per deposar Amin i instal·lar-hi una facció del PDPA dirigida per Babrak Karmal.
L'entrada de les forces soviètiques a l’Afganistan el desembre de 1979 va motivar els seus rivals de la Guerra Freda, els Estats Units d'Amèrica, el Pakistan, l'Aràbia Saudita i la Xina, a donar suport als rebels (mujahidins d'ideologia gihadista) que lluitessin contra la República Democràtica d’Afganistan, recolzada pels soviètics. A diferència del govern secular i socialista, que controlava les ciutats, els mujahidins dominaven les zones rurals. A més de Rabbani, Hekmatyar i Khan, altres comandants mujahidins van incloure a Jalaluddin Haqqani. La CIA va treballar estretament amb els serveis d'Intel·ligència pakistanesos per canalitzar el suport estranger als mujahidins. La guerra també va atreure voluntaris àrabs, coneguts com "àrabs afganesos", inclòs Osama bin Laden.
Després de la retirada de l'exèrcit soviètic d’Afganistan el maig de 1989, el règim del PDPA, amb Najibullah al poder, es va mantenir fins al 1992, quan la dissolució de la Unió Soviètica va revertir el recolzament del règim i el general uzbek Abdul Rashid Dostum va desertar. Deposat el govern socialista, els senyors de la guerra, alguns d’ells islamistes, va començar a lluitar per aconseguir pel poder.

### Senyors de la guerra
El 1992, el líder islamista Burhanuddin Rabbani es va convertir oficialment en president de l'Estat Islàmic de l'Afganistan, però va haver de lluitar contra altres senyors de la guerra pel control de Kabul. A finals de 1994, el ministre de Defensa de Rabbani, Ahmad Shah Massoud, va aconseguir derrotar Hekmatyar a Kabul i va acabar amb les massacres a la capital. Massoud va intentar iniciar un procés polític nacional amb l'objectiu de consolidar el país. Altres senyors de la guerra, incloent Ismail Khan a l'oest i Dostum al nord, van mantenir els seus feus.
El 1994, Mohammed Omar, un membre dels mujahidins educat en una madrassa pakistanesa, va tornar a Kandahar i va formar el moviment talibà. Els seus seguidors eren estudiants religiosos, coneguts com els talibs, que intentaven acabar amb els senyors de la guerra mitjançant una estricta adhesió a la llei islàmica (xaria). El novembre de 1994, els talibans havien capturat tota la província de Kandahar i van rebutjar l'oferta del govern d'unir-se a un govern de coalició i van iniciar l'ofensiva cap a Kabul el 1995.

### Estat islàmic Afganès vs Talibans
Les primeres victòries dels talibans el 1994 van ser seguides per una sèrie de costoses derrotes. Pakistan va proporcionar un fort suport als talibans.Analistes com Amin Saikal van descriure el grup com a força de representació dels interessos regionals del Pakistan, cosa que els talibans van negar. Els talibans van començar a bombardejar Kabul a principis de 1995, però no van aconseguir capturar-la.
El 27 de setembre de 1996, els talibans, amb el suport militar del Pakistan i el suport financer de l'Aràbia Saudita, es van apoderar de Kabul i van fundar l'Emirat Islàmic de l'Afganistan. Van imposar la seva interpretació fonamentalista de l'islam a les zones sota el seu control, com per exemple, emetent edictes que prohibien a les dones treballar fora de casa, assistir a l'escola o sortir de casa, tret que estiguessin acompanyades d'un familiar masculí. Segons l'expert pakistanès Ahmed Rashid, "entre 1994 i 1999, s'estima que entre 80.000 i 100.000 pakistanesos es van formar i van lluitar a l'Afganistan" al costat dels talibans.
Massoud i Dostum, antics enemics, van crear un front unit contra els talibans, comunament conegut com l'Aliança del Nord. A més de la força tadjica de Massoud i els uzbeks de Dostum, el Front Unit incloïa faccions hazares i forces paixtus sota la direcció de comandants com Abdul Haq i Haji Abdul Qadir. Tots dos van acordar treballar conjuntament amb el rei afganès exiliat Zahir Shah. Funcionaris internacionals que es van reunir amb representants de la nova aliança, a la qual el periodista Steve Colley es va referir com la Gran aliança paixtu-tadjik: "És una bogeria que tinguis això avui ... paixtus, tadjiks, uzbeks, hazares. Tots preparats per participar en el procés […] per treballar sota la bandera del rei per a un Afganistan equilibrat ètnicament". L'Aliança del Nord va rebre diversos graus de suport de Rússia, Iran, Tadjikistan i l'Índia. Els talibans, però, van capturar Mazar-e Xarif el 1998 i van conduir Dostum a l'exili.
El conflicte va ser brutal. Segons les Nacions Unides (ONU), els talibans, mentre intentaven consolidar el control sobre el nord i l'oest de l'Afganistan, van cometre massacres sistemàtiques contra civils. Funcionaris de les Nacions Unides van declarar que hi havia hagut "15 massacres" entre 1996 i 2001, especialment dirigides contra xiïtes hazares. En represàlia per l'execució de 3.000 presoners talibans pel general uzbek Abdul Malik Pahlawan el 1997, els talibans van executar uns 4.000 civils després de prendre Mazar-e Sharif el 1998.
La brigada 055 de Bin Laden va ser responsable dels assassinats massius de civils afganesos. L'informe de les Nacions Unides cita testimonis presencials de molts pobles que descriuen com "combatents àrabs portaven ganivets llargs que s'utilitzaven per tallar la gola i pelar la gent".
El 2001, els talibans controlaven fins al 90% de l'Afganistan, amb l'Aliança del Nord confinada a l'extrem nord-est del país. Les lluites al costat de les forces talibanes van comptar entre 28.000-30.000 pakistanesos (generalment paixtus) i entre 2.000-3.000 militants d'Al-Qaeda. Informes de Human Rights Watch deien que lluitaven a l'Afganistan soldats regulars, especialment del cos fronterer pakistanès, però també de l'exèrcit que proporcionaven suport directe al combat.

### Atacs a les Torres Bessones
Després dels atemptats a les Torres Bessones l'any 2001, el president dels Estats Units, George W. Bush, va emetre un ultimàtum als talibans per lliurar Osama bin Laden i "tancar immediatament tots els camps d'entrenament terrorista, lliurar tots els terroristes i els seus partidaris i donar als Estats Units ple accés als camps d'entrenament terrorista per a la seva inspecció". Osama bin Laden estava protegit per les lleis tradicionals de l'hostaleria paixtun. Els talibans van condemnar públicament els atacs de l'11 de setembre.
Després de la invasió dels Estats Units, els talibans van sol·licitar repetidament una investigació i la voluntat de lliurar Osama a un tercer país perquè se'l processés degudament. Els Estats Units es van negar i van continuar els bombardejos contra l'aeroport de Kabul i altres ciutats. Haji Abdul Kabir, la tercera figura més poderosa del règim talibà, va dir als periodistes: "Si es prova als talibans que està implicat Osama bin Laden, estaríem disposats a lliurar-lo a un tercer país". En una reunió del 15 d'octubre del 2001 a Islamabad, Wakil Ahmed Muttawakil, el ministre d'Afers Exteriors de l'Afganistan, va oferir la Osama bin Laden a la custòdia de l'Organització de Cooperació Islàmica (OIC) per ser jutjat pels atacs terroristes de l'11 de setembre, abandonat la condició que els EUA aportessin proves de la participació d'Osama bin Laden en els atacs.

## 2001: Invasió de l'Afganistan

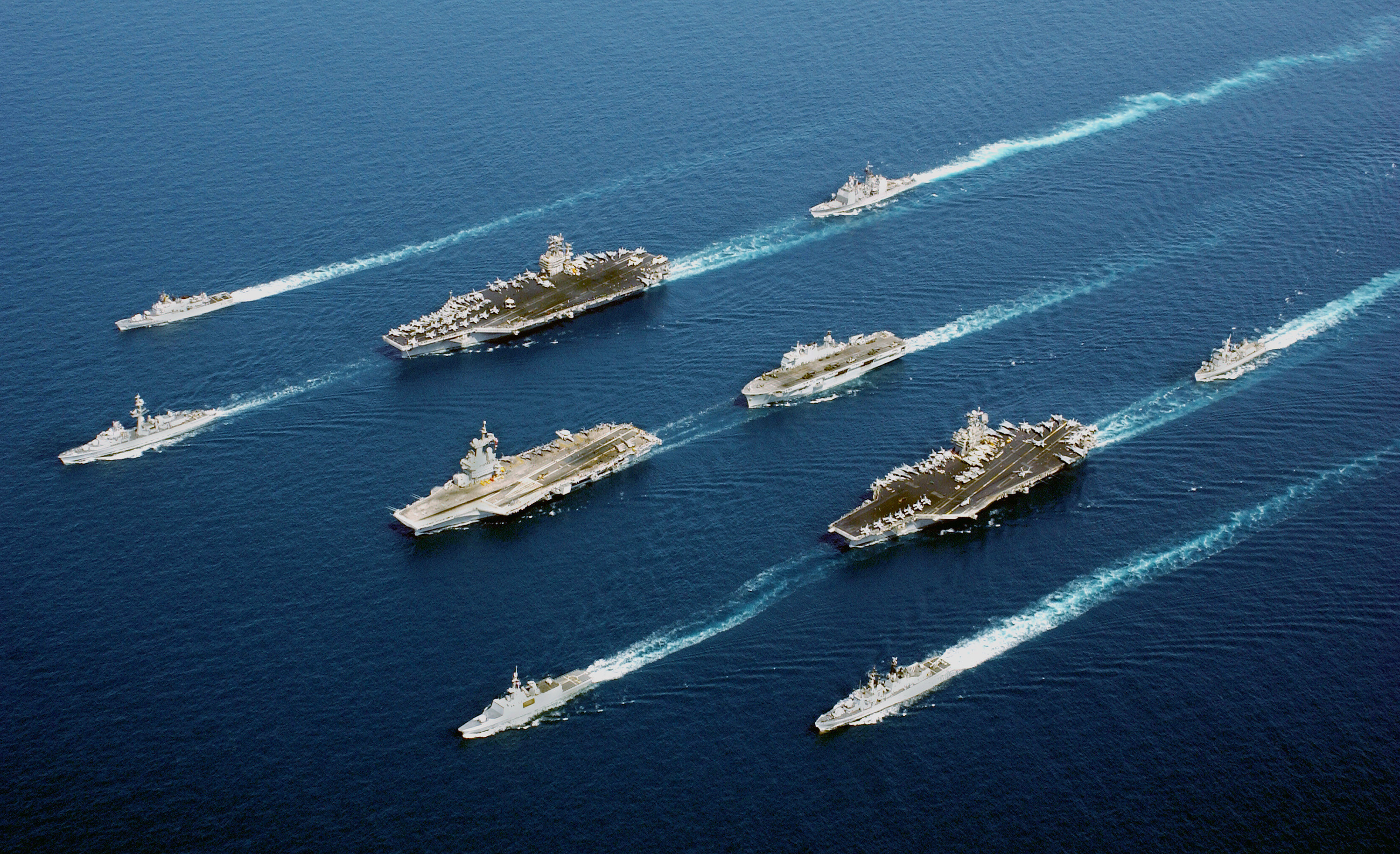
Vaixells de cinc països (Estats Units, Regne Unit, França, Itàlia i Països Baixos) durant l'operació "Llibertat Duradora" al Mar d'Oman.

Immediatament després dels atacs de l'11-S, el general Tommy Franks, general al comandament central (CENTCOM), va proposar al president George W. Bush i al secretari de defensa Donald Rumsfeld que els EUA envaissessin l'Afganistan amb una força convencional de 60.000 efectius, prèvia preparació de sis mesos. Rumsfeld i Bush temien que una invasió convencional de l'Afganistan pogués no ser fructífera, tal com havia passat als soviètics des del 1979 i als britànics el 1842. Rumsfeld va rebutjar el pla de Franks, dient "Vull homes a terra ara!". Franks va tornar l'endemà amb un pla que utilitzava les Forces Especials de l'Exèrcit dels Estats Units. El 26 de setembre de 2001, quinze dies després dels atemptats de l'11 de setembre de 2001, els Estats Units van introduir dissimuladament membres de la Divisió d'Activitats Especials de la Agència Central d'Intel·ligència (CIA) dirigida per Gary Schroen a l'Afganistan, formant l'Equip d'Enllaç del Nord de l'Afganistan, que s'unirien a l'Aliança del Nord com a part de la Task Force Dagger.
Dues setmanes després, la Task Force Dagger i els Destacaments Operationals Alpha (ODA) 555 i 595, equips de 12 homes del 5è Grup de Forces Especials, a més de avions de combat de la Força Aèria, van ser traslladats en helicòpter des de la base aèria de Karshi-Khanabad (Uzbekistan) a més de 300 quilòmetres a través de les muntanyes Hindu Kush en condicions de visibilitat zero mitjançant dos helicòpters SOAR MH-47E Chinook. En poques setmanes, l'Aliança del Nord, amb l'ajut de les forces terrestres i aèries dels Estats Units, va capturar diverses ciutats clau dels talibans.
Els Estats Units van llançar oficialment l'Operació Llibertat Duradora el 7 d’octubre de 2001, amb l’ajut del Regne Unit. A les 17:00 h, hora local, s'inicià una campanya de bombardejos contra les posicions de l'exèrcit talibà i de camps d'al- Qaida. Els efectes foren immediats a la capital, Kabul, a Kandahar i a Jalalabad (Nangarhar).
Els primers atacs es dirigiren contra els possibles camps d'entrenament d'al-Qaida -on se sospitava que podien disposar de míssils terra-aire Stinger subministrats pels mateixos Estats Units a la resistència durant la invasió soviètica dels anys 80- i als sistemes de defensa antiaèria afganesos. Aproximadament al cinquè dia de les operacions, els sistemes de defensa antiaèria estaven pràcticament destruïts, les pistes d'aterratge inutilitzables i les comunicacions internes de l'exèrcit afganès mig tallades amb la incapacitat de coordinar les operacions militars.
D'altra banda, l'Aliança del Nord tenia problemes per a avançar cap a la capital; al cap de quinze dies de l'inici de la invasió, va demanar dels Estats Units suport aeri per a continuar avançant. El seu armament estava compost de vell material soviètic i la seva capacitat de combat era suficient per a la resistència però no per a iniciar una contra ofensiva.
A la segona part de la campanya, els objectius dels Estats Units eren els vehicles terrestres talibans, tant per tancs o cotxes de combat com vehicles de transport de tropes. Igualment es buscava Ossama bin Laden i el líder afganès, el mul·là Omar, que fou atacat però no abastat prop de Kandahar a finals d'octubre. A principis de novembre els raids aeris sobre l'exèrcit talibà havien causat desmoralització i el dia 2, les forces de l'Aliança del Nord podien avançar lliurement cap a Kabul.
El 9 de novembre de 2001 comença la batalla de Mazar-e Xarif, i el 13 de novembre la capital fou presa per l'Aliança del Nord sense quasi cap resistència per part dels talibans. Aquest fet va marcar la fi del règim, amb la imposició de Hamid Karzai com a nou president. No obstant això, bin Laden no va ser capturat i es trobava des d'aleshores en parador desconegut fins al maig del 2011 que fou assassinat per les tropes dels Estats Units. La majoria de militants d'Al-Qaeda i talibans no van ser capturats, podent escapar al Pakistan o retirant-se a regions muntanyenques o remotes.
El 20 de desembre de 2001, les Nacions Unides va autoritzar la Força Internacional d'Assistència i de Seguretat (ISAF), amb el mandat d'ajudar els afganesos a mantenir la seguretat a Kabul i les zones circumdants. Inicialment es va establir des de la seu de la 3a Divisió Mecanitzada britànica sota el comandament del general general John McColl, i durant els seus primers anys no va ser superior a 5.000 militars. El seu mandat no es va estendre més enllà de l'àrea de Kabul durant els primers anys. Divuit països van contribuir a la força el febrer del 2002.
A la Conferència de Bonn del desembre del 2001, Hamid Karzai va ser seleccionat per dirigir l'Administració provisional afganesa, que després de la loya jirga de 2002 a Kabul es va convertir en l’Administració de transició afganesa. A les eleccions populars del 2004, Karzai va ser elegit president del país, ara anomenat República Islàmica de l'Afganistan.

### Batalla de Mazar-e Xarif

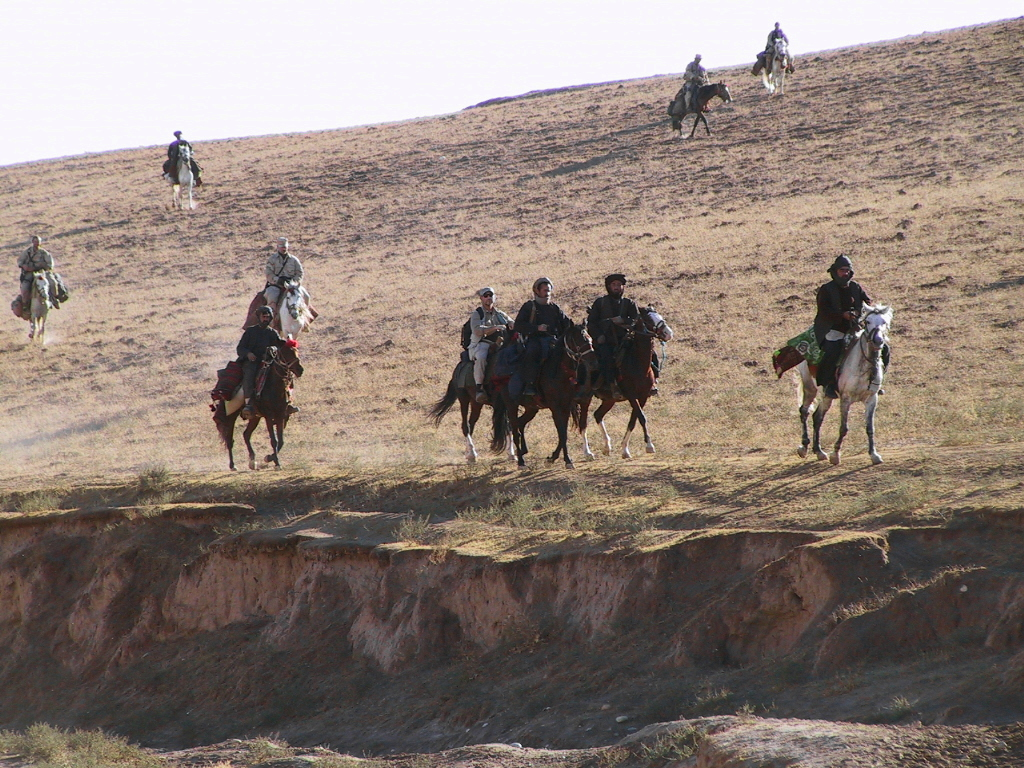
Forces especials de l'exèrcit dels Estats Units a "la primera càrrega de cavalleria estatunidenca del segle XXI" amb el general Dostum i les seves forces.

La batalla per la ciutat de Mazar-e Xarif va ser considerada important, no només per ser el lloc on es troba el Santuari de Hazrat Ali o «Mesquita Blava», un lloc sagrat per l'islam, sinó perquè també és un important centre de transports amb dos aeroports i una de les principals rutes de proveïment amb Uzbekistan. També permetria l'enviament d'ajuda humanitària per alleujar la imminent crisi alimentària de l'Afganistan, que amenaçava a més de sis milions de persones. Moltes de les persones més necessitades vivien a les zones rurals de sud i oest de Mazar-i Sarif. El 9 de novembre les forces de l'Aliança de el Nord, sota el comandament dels generals Abdul Rashid Dostum i Ustad Atta Mohammed Noor, van creuar el pont de Pul-i-Imam Bukhri amb alguna resistència, i van prendre l'aeroport i la principal base militar de la ciutat.
Les Forces d'Operacions Especials dels Estats Units, concretament el Destacament Operacional Alpha (ODA) 595, agents paramilitars de la CIA i Equips de Control de Combat de la Força aèria, a cavall i amb suport aeri, van prendre part en l'ofensiva de l'Aliança de el Nord per entrar a la ciutat de Mazar-e Xarif a la província de Balj. Després d'una sagnant batalla de 90 minuts, les forces talibans, que controlaven la ciutat des de 1998, es van retirar entre celebracions.
Els talibans havien passat tres anys lluitant contra l'Aliança de el Nord per Mazar-e Xarif, precisament perquè la seva captura els confirmaria com a dominadors de tot Afganistán. La caiguda de la ciutat va ser una "gerra d'aigua freda" per als talibans i en última instància va resultar ser un cop important, ja que el Comandament Central dels Estats Units havia cregut al principi que la ciutat romandria en mans talibanes fins ben entrat l'any següent.

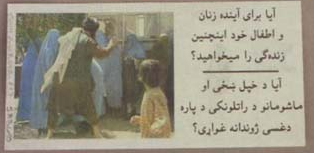
Pamflet llençat a Mazr-e Xarif

Després dels rumors que el mul·là Dadullah va organitzar la recuptura de la ciutat amb almenys 8000 combatents, van ser traslladats a la ciutat per via aèria mil soldats de la 10a Mountain Division estatunidenca, que van proporcionar el primer punt de suport sòlid des del qual poder arribar a Kabul i Kandahar. Abans de la captura de la ciutat, els vols militars havien de sortir de l'Uzbekistan o des portaavions al mar d'Aràbia, però després de la captura l'Aliança va tenir el seu propi aeroport al país, que els va permetre realitzar vols més freqüents per a missions de reabastiment. Les pistes destruïdes de l'aeroport van ser arreglades per personal de les Forces Aèries dels Estats Units d'Amèrica i habitants locals contractats per tapar els forats de les bombes amb asfalt i quitrà, i la base aèria no va ser declarada operacional fins a l'11 de diciembre.
Les forces recolzades pels Estats Units que ara controlaven la ciutat van començar a emetre des de Ràdio Mazar-e Xarif, que abans era el canal talibà "La veu de la Xaria" en la freqüència 1584 kHz, una retransmissió que incloïa un discurs de l'expresident Burhanuddin Rabbani. La música va ser transmesa per Ràdio Kabul per primera vegada en cinc anys i les cançons eren introduïdes per una locutora dona, un gest per a una ciutat on a les dones tenien prohibida l'educació, treballar i moltes altres llibertats civils des de 1996.

### Caiguda de Kabul
La nit del 12 de novembre, les forces talibanes van fugir de Kabul de nit. Les forces de l'Aliança del Nord (recolzades pel Destacament Operacional Alpha 555) van arribar la tarda següent i es van trobar amb un grup d'una vintena de combatents que s'amagaven al parc de la ciutat. Aquest grup va morir en una batalla de 15 minuts. Després de neutralitzar aquestes forces, Kabul va quedar en mans de les forces de la coalició.
La caiguda de Kabul va iniciar un col·lapse en cascada de les posicions talibanes. En 24 hores, havien caigut totes les províncies afganeses de la frontera iraniana, inclosa Herat. Comandants i senyors de la guerra paixtus locals havien pres el relleu a tot el nord-est de l'Afganistan, inclòs Jalalabad. Els restes talibans al nord es van reagrupar a la ciutat de Kunduz. El 16 de novembre, l’últim reducte dels talibans al nord de l’Afganistan estava assetjat. Prop de 10.000 combatents talibans, dirigits per combatents estrangers, van continuar resistint. Aleshores, els talibans havien van ser obligats a tornar al seu centre al sud-est de l'Afganistan, al voltant de Kandahar.
En altres llocs de l'Afganistan, les forces especials del Regne Unit i dels Estats Units es van unir a l'Aliança del Nord i altres grups d'oposició afganesos per prendre Herat el novembre del 2001. El Canadà i Austràlia també van desplegar forces. Altres països van proporcionar permís de base, accés i sobrevol.
Com a resultat de totes les pèrdues, els membres supervivents dels talibans i d'Al-Qaeda es van retirar cap a Kandahar, el lloc de naixement espiritual i la llar del moviment talibà i de Tora Bora.
El 13 de novembre, les forces d'Al-Qaeda i els talibans, inclòs Bin Laden, es concentraven a Tora Bora, a 50 quilòmetres al sud-oest de Jalalabad. Prop de 2.000 combatents gihadistes es van atrinxerar en posicions dins de búnquers i coves. El 16 de novembre, els Estats Units van començar a bombardejar zones de la muntanya. Cap a la mateixa època, els agents de la CIA i de les Forces Especials treballaven a la zona, allistant els senyors de la guerra locals i planejant un atac.

### Batalla de Tarinkot
El 14 de novembre de 2001, l'ODA 574 i Hamid Karzai van penetrar a la província d'Oruzgan mitjançant 4 helicòpters MH-60K amb una petita força de guerrilles. En aquell moment, els habitants de la ciutat de Tarinkot es van revoltar i van expulsar els talibans. Karzai va viatjar a Tarinkot per reunir-se amb els ancians de la ciutat. Mentre era allà, els talibans van reunir una força de 500 homes per recuperar la població, però les forces de Karzai i estatunidenques es van desplegar ràpidament a la ciutat per frenar el seu avanç i allunyar-los de la ciutat.
La derrota dels talibans a Tarinkot va ser una important victòria per Karzai, que va utilitzar la victòria per reclutar més homes a la seva incipient guerrilla. La seva força augmentaria fins a arribar a un màxim d’uns 800 homes. El 30 de novembre van deixar Tarinkot i van començar a avançar cap a Kandahar.

### Caiguda de Kunduz

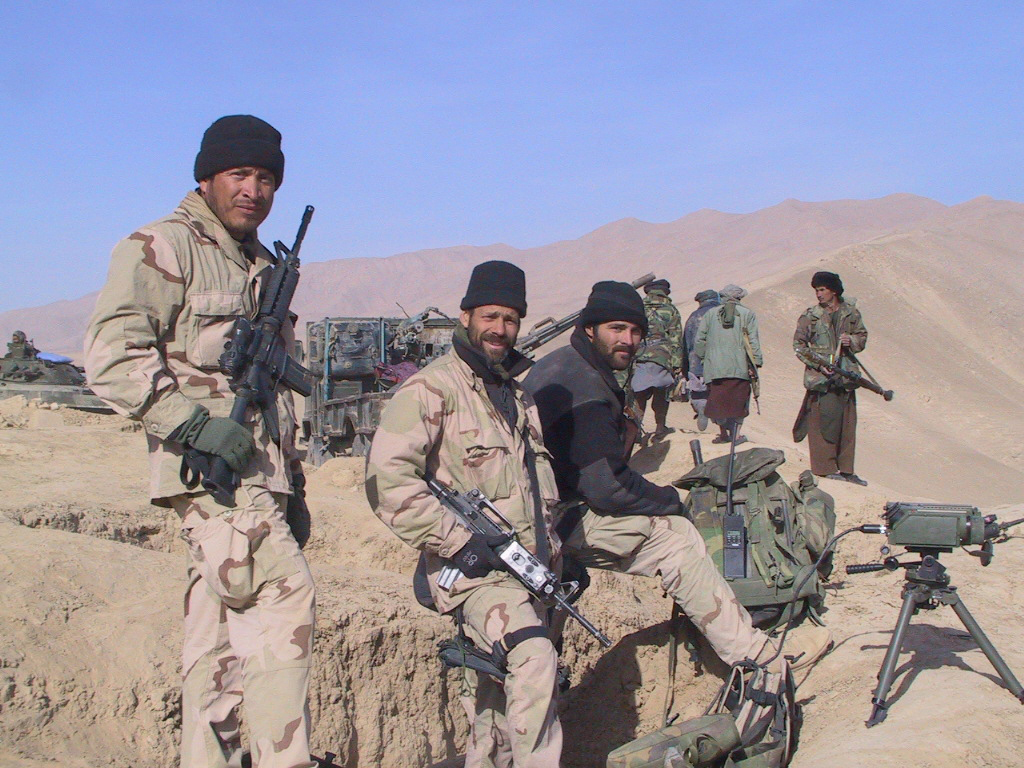
Forces occidentals durant la caiguda de Kunduz

El Task Force Dagger va centrar l'atenció en Kunduz, l'últim reducte dels talibans del nord. A mesura que creixia el bombardeig a Tora Bora, el setge de Kunduz continuava. El general Daoud i l'ODA 586 es van recolzar en grans atacs aeris de la coalició per desmoralitzar els talibans atrinxerats. Després d’onze dies de lluita i bombardejos constants, els talibans es van rendir a les forces de l’Aliança del Nord el 23 de novembre. Poc abans de la rendició, aparentment, van arribar avions pakistanesos per evacuar uns centenars de militars i personal d'intel·ligència que havien anat del Pakistan a l'Afganistan abans de la invasió estatunidenca per ajudar en la lluita dels talibans contra l'Aliança de el Nord. Es diu que durant aquest pont aeri fins a cinc mil persones van ser evacuades de la regió, incloses tropes talibans i d'Al-Qaeda. Entre els mitjans occidentals aquesta evacuació es coneix com el "Pont aeri del mal".

### Batalla de Qala-i-Jangi
El 25 de novembre, mentre els talibans i presos terroristes eren traslladats a la fortalesa Qala-i-Janghi, prop de Mazar-e Xarif, uns quants talibans van atacar els guàrdies de l'Aliança del Nord. Aquest incident va desencadenar una revolta de 600 presoners, que aviat es van apoderar de la meitat sud de la fortalesa medieval, inclosa una armeria proveïda d'una gran quantitat d'AK-47, RPG, entre d'altres. Johnny Micheal Spann, un dels dos agents de la CIA a la fortalesa que havia estat interrogant presoners, va ser assassinat, marcant la primera mort estatunidenca. L'altre operador de la CIA, conegut com a "Dave", va aconseguir contactar amb el CENTCOM, sol·licitant l'assistència a les tropes SOF a la casa segura a Mazar-e Xarif.
La revolta a el final va ser sufocada després de set dies de durs combats entre els talibans i l'Aliança de el Nord al costat d'una unitat SBS britànica i alguns membres de Forces Especials de l'Exèrcit dels Estats Units. També van participar avions artillats AC-130 i altres aeronaus. Només van sobreviure 86 dels presoners talibans i van morir al voltant de 50 soldats de l'Aliança de el Nord. L'aixafament de la revolta va marcar el final dels combats al nord de l'Afganistan, on els senyors de la guerra de l'Aliança del Nord van aconseguir consolidar el control.

### Consolidació de Kandahar
A finals de novembre, Kandahar, bressol de el moviment talibà, era l'últim bastió que li quedava a el grup gihadista, però s'enfrontava a una creixent pressió. A prop de 3.000 combatents tribals, liderats pel Hamid Karzai (lleial a l'antic rei afganès) i Gul Agha Sherzai (governador de Kandahar abans que els talibans prenguessin el poder), van pressionar a les forces talibanes des de l'est i els van tallar les línies de subministraments pel nord de Kandahar.
Mentrestant, va arribar el primer nombre significatiu de tropes de combat dels Estats Units. Prop de 1.000 marines, que van ser transportats en helicòpters CH-53I Super Stallion i avions AC-130, van establir una base d'operacions avançada coneguda com Camp Rhino al sud de Kandahar el 25 de novembre. Aquest va ser el primer punt de suport estratègic de la coalició a l'Afganistan i el primer pas per establir altres bases d'operacions. El primer combat important en què van participar les forces terrestres estatunidenques va ocórrer un dia després de muntar Camp Rhino quan 15 vehicles blindats es van acostar a la base i van ser destruïts per helicòpters. Mentrestant, els atacs aeris seguien atacant les posicions dels talibans dins de la ciutat, on es trobava el mul·là Omar. Omar, el líder talibà, es va mantenir desafiant tot i que el seu moviment només controlava 4 de les 30 províncies afganeses a finals de novembre i va demanar a les seves tropes que lluitessin fins a la mort.
El 6 de desembre, el govern dels Estats Units va rebutjar l'amnistia per a Omar o qualsevol dels líders talibans. Poc després, el 7 de desembre, Omar va sortir de la ciutat de Kandahar amb un grup dels seus seguidors incondicionals i es va dirigir cap al nord-oest a les muntanyes de la província d'Oruzgan, incomplint la promesa dels talibans d'entregar combatents i armes. Va ser vist per última vegada conduint amb un grup dels seus combatents un comboi de motocicletes.
Altres membres talibans van fugir al Pakistan a través dels passos fronterers aïllats de les províncies de Paktiya i Paktika. No obstant això, Kandahar, l'última ciutat controlada pels talibans, havia caigut, i la majoria dels grups talibans s'havia dissolt. El poble fronterer de Spin Boldak es va rendir el mateix dia, marcant el final del control talibà a l'Afganistan. Les forces tribals afganeses liderades per Gul Agha Sherzai controlarien la ciutat de Kandahar, mentre que els marines van prendre el control de l'aeroport als afores i van alçar-hi una base.
A principis de desembre del 2001, quan la invasió de l'Afganistan estava gairebé acabada, es va informar que les forces del senyor de la guerra Dostum, que combatien els talibans al costat de les Forces Especials dels Estats Units, van matar intencionadament fins a 3.000 talibans presos en camions portacontenidors, el que es coneix com la massacre de Dasht-i-Leili. Els presos talibans van ser afusellats i/o ofegats mentre eren traslladats per soldats estatunidencs i Junbish-i Milli de Kunduz a la presó de Sheberghan, a l'Afganistan. Es creu que les fosses comunes on es van enterrar són al desert de Dasht-i-Leili, a l’oest de Xibarghan, a la província de Jowzjan.

### Batalla de Tora Bora

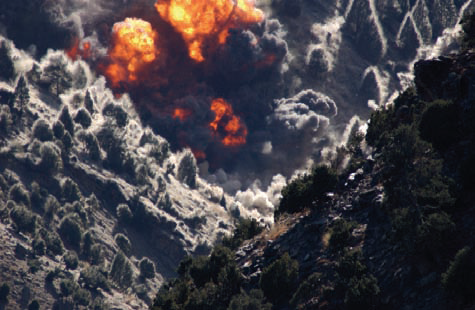
Atacs aeris a Tora Bora

Després de la caiguda de Kabul i Kandahar, elements d'Al-Qaeda, inclosos Bin Laden i altres líders, es van retirar a Jalalabad, província de Nangarhar, i es van traslladar a la regió de Tora Bora de les Muntanyes Blanques, a 20 km de la frontera amb el Pakistan, on hi havia una xarxa de coves i defenses utilitzades pels mujahidins durant la guerra afganosoviètica. Les interceptacions de senyals i l'interrogatori de combatents talibans capturats i d'Al-Qaeda van apuntar cap a la presència d'un nombre significatiu de combatents estrangers i possibles vehicles de gran abast a la zona. Com a resposta, en comptes d'enviar forces convencionals a la zona, la Casa Blanca i el Pentàgon van prendre la decisió d’aïllar i destruir els elements d’Al-Qaeda a les zona amb presència del SOF dels Estats Units donant suport a les Forces de la Milícia Afganesa reclutades localment.
ODA 572 i un equip de la CIA van ser enviats a Tora Bora per assessorar les forces antitalibans sota el comandament de dos senyors de la guerra: Hazrat Ali i Mohammed Zaman i es van reclutar entre 2.500 i 3.000 milicians. El líder de l'equip de la CIA va sol·licitar un batalló de Rangers (3r Batalló i 75è Regiment de Rangers) a les muntanyes per establir posicions de bloqueig al llarg de les possibles vies d'escapament de Tora Bora cap al Pakistan.
Davant la imminent derrota, les forces d'Al-Qaida van acordar una treva per donar-los temps a lliurar les armes. En retrospectiva, però, molts creuen que la treva va ser un estratagema per permetre que les figures importants d'Al-Qaeda, inclòs Ossama bin Laden, poguessin escapar. El 12 de desembre els combats van esclatar de nou, probablement iniciats per una rereguarda amb intenció de guanyar temps per a la fugida de la força principal a través de les Muntanyes Blanques cap a les àrees tribals del Pakistan. Un cop més, les forces tribals, recolzades per tropes d'operacions especials britàniques i estatunidenques i el seu suport aeri, van avançar contra les posicions gihadistes a coves i búnquers disseminats per tota aquesta muntanyosa regió.
El 17 de desembre va ser pres l'últim complex de coves. La recerca per la zona duta a terme per forces occidentals va continuar fins al gener, però no van aconseguir trobar els dirigents d'Al-Qaeda. S'estima que durant la batalla van morir al voltant de 200 combatents d'Al-Qaeda i talibans, juntament amb un nombre desconegut de combatents tribals. No es van registrar morts estatunidenques ni britàniques.

### Esforços diplomàtics

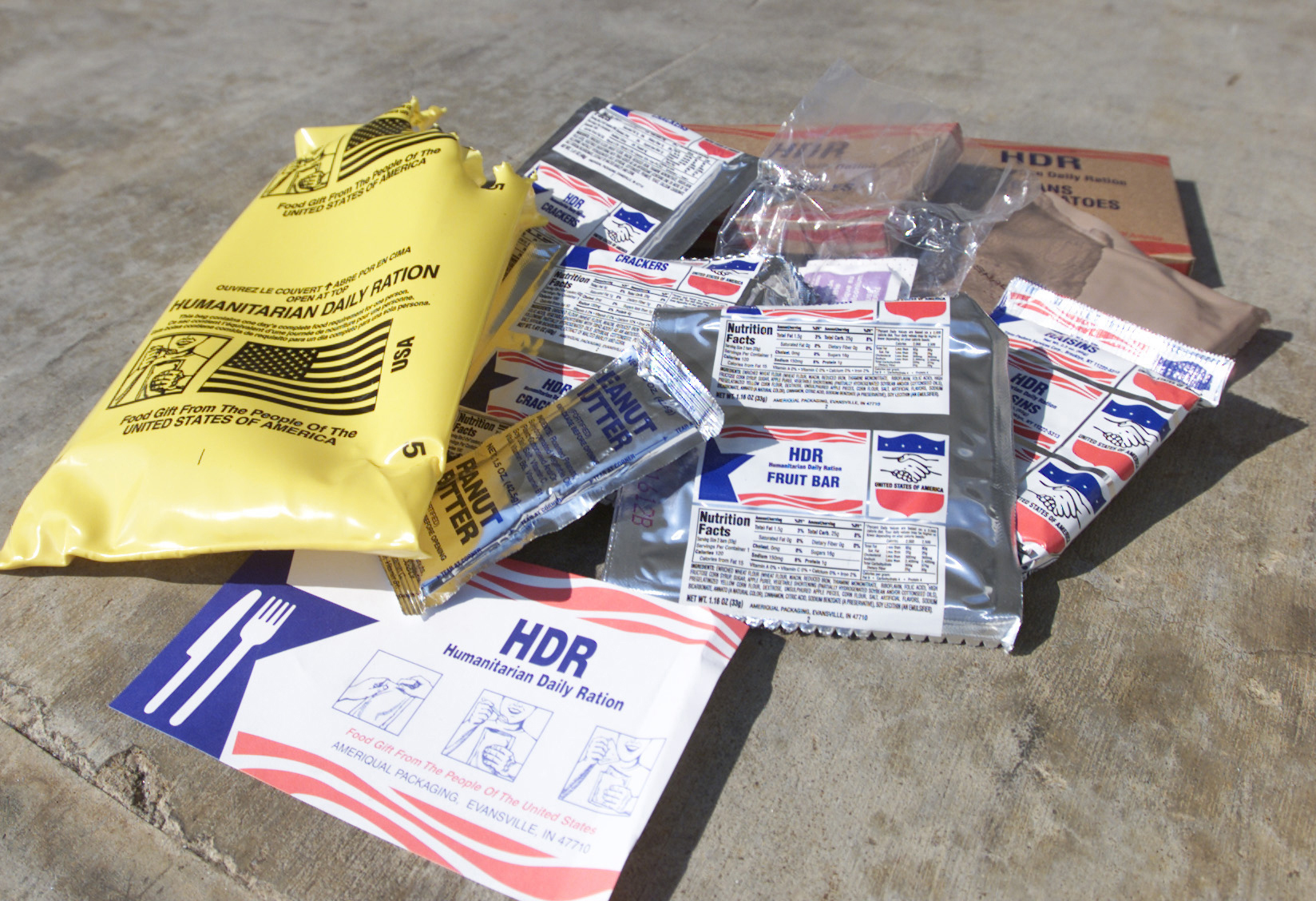
Pamflets i aliments llençats des d'avions estatunidencs.

Després que els talibans abandonessin Kabul el novembre de 2001 i perdessin la ciutat meridional de Kandahar, el seu bastió principal, al desembre de 2001, es creu que els principals líders talibans i d'Al-Qaeda ja havien fugit a través de la frontera amb el Pakistan.
Per omplir el buit polític, el desembre de 2001 les Nacions Unides va dur a terme a Alemanya la Conferència de Bonn, on van ser organitzades reunions entre diversos líders afganesos pel Consell de Seguretat de les Nacions Unides. Els talibans no van ser inclosos. Entre els participants hi havia representants de quatre grups d'oposició afganesos així com observadors de països veïns i altres països implicats, inclosos els Estats Units.
El resultat va ser l'Acord de Bonn que va crear l'Autoritat Interina Afganesa que serviria de «magatzem de la sobirania afganesa» i va traçar l'anomenat Procés de Petersberg, un procés polític cap a una nova Constitució i l'elecció d'un nou Govern afganès.
La Resolució 1378 de Consell de Seguretat de Nacions Unides del 14 de novembre de 2001 va incloure «condemnar els talibans per permetre que l'Afganistan fos usat per la xarxa d'Al-Qaeda i altres grups terroristes com una base per a l'exportació de terrorisme i per proporcionar un refugi segur a Osama bin Laden, a al-Qaeda i altres persones associades amb ells i donar suport als esforços del poble afganès per substituir el règim talibà».
Per ajudar a proveir de seguretat i donar suport a aquesta Autoritat Interina Afganesa, les Nacions Unides van autoritzar una força internacional, la Força Internacional d'Assistència per a la Seguretat (ISAF), amb un mandat per ajudar els afganesos a mantenir les seguretat a Kabul i les zones circumdants .
Abans de la invasió liderada pels Estats Units, es temia que la invasió i la resultant interrupció dels serveis causaria una fam generalitzada i gran nombre de persones refugiades. El Programa Mundial d'Aliments de Nacions Unides va suspendre temporalment les seves activitats a l'Afganistan amb el començament de la invasió, però els va reprendre després de la caiguda dels talibans.

## 2002: Operació Anaconda

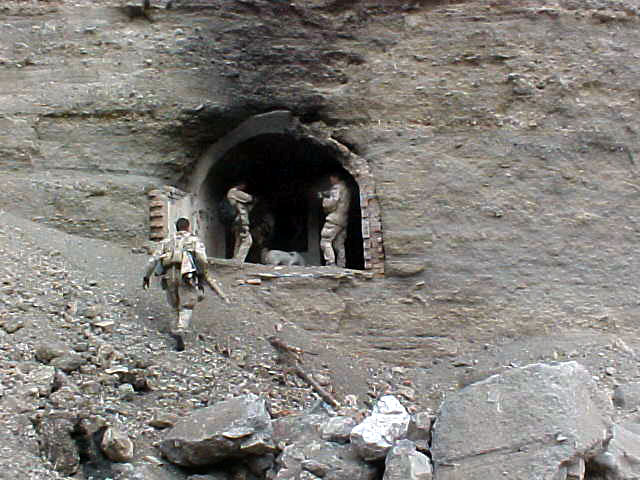
L'entrada a una de les coves a Zhawar Kili.

Després de Tora Bora, les forces estatunidenques i els seus aliats afganesos van consolidar la seva posició al país. Després de la celebració d'una loya jirga o gran consell de les principals faccions afganeses, líders tribals i antics exiliats, es va establir un govern afganès interí a Kabul liderat per Hamid Karzai. Les forces dels Estats Units van establir la seva base principal a l'Aeròdrom de Bagram, just a nord de Kabul, encara que l'aeroport de Kandahar també va esdevenir una base important. El nombre de tropes de la coalició liderada pels Estats Units al país va créixer fins a més de 10.000 combatents.
Mentrestant, els talibans i al-Qaeda no havien abandonat el país ni la lluita. Les forces d'al-Qaeda van començar a reagrupar-se en les muntanyes de Shahi-Kot de la província de Paktiya al llarg de gener i febrer de 2002. Un fugitiu talibà a la província de Paktiya, el mul·là Saifur Rehman, també va començar a reconstruir part de la seva milícia per lluitar contra els Estats Units. Ascendien a més de 1.000 milicans a principis de març de 2002. La intenció dels insurgents era usar la regió com una base per llançar atacs de guerrilla i possiblement una gran ofensiva a l'estil dels mujahidins que van combatre les forces soviètiques durant els anys 1980.
Les fonts d'intel·ligència dels Estats Units i la milícia afganesa van descobrir aquest reagrupament a la província de Paktia i van preparar una ofensiva a gran escala per fer-hi front. El 2 de març de 2002, les forces estatunidenques i afganeses van llançar una ofensiva contra els grups gihadistes atrinxerades a les muntanyes de Shahi-Kot, a el sud-est de Gardez.
Les forces islamistes, que empraven armes lleugeres, granades propulsades per coets i morters, estaven atrinxerades en coves i búnquers en els vessants de les muntanyes a altituds molt per sobre dels 3.000 m. Usaven tàctiques d'«atacar i fugir», obrint foc sobre les forces occidentals i afganeses i després retirant-se a les seves coves i búnquers per cobrir-se de foc retornat i els continus bombarders dels avions. Agreujant la situació de les tropes de coalició, els comandants nord-americans inicialment van subestimar les forces talibans com un últim focus aïllat que no superava els 200 homes. Però va resultar que els guerrillers eren entre 1.000 i 5.000 homes, segons les seves estimacions, i que estaven rebent reforços.
El 6 de març, van morir vuit soldats estatunidencs i 7 afganesos, i segons es va informar, també van morir 400 membres de les forces insurgents durant els combats. Les baixes de la coalició van ser per un incident de foc amic que va provocar la mort d'un soldat i l'enderrocament de dos helicòpters amb foc d'armes lleugeres, que va produir la mort de set soldats i desenes de ferits. No obstant això, diversos centenars de guerrillers van escapar de la batuda a través de la frontera del Pakistan cap a les àrees tribals de Waziristan.
En l'Operació Anaconda i altres missions efectuades durant 2002 i 2003 també van participar forces especials de diverses nacions occidentals, incloent el Regiment de Servei Aeri Especial australià, la Joint Task Force 2 canadenc, el KSK alemany, el Servei Aeri Especial de Nova Zelanda i el Marinejegerkommandoen noruec.

### Operacions post-Anaconda
Després de la batalla de Shahi-Kot, es creu que els combatents d'Al-Qaeda van establir els seus refugis sota la protecció de les àrees tribals al Pakistan, on van recuperar la seva força i després van començar a realitzar incursions transfrontereres contra les forces de la Coalició durant els mesos d'estiu de 2002. Escamots d'entre 5 i 25 homes creuaven regularment la frontera des dels seus refugis al Pakistan per atacar bases dels Estats Units i emboscar combois i patrulles, així com a tropes de l'Exèrcit de l'Afganistan, milícies afganeses que treballaven amb la coalició i organitzacions no governamentals. A l'àrea del voltant de la bases de Shkin, a la província de Paktika, es van produir alguns dels enfrontaments més forts.
Mentrestant, les forces talibans van romandre ocultes en les regions rurals de les quatre províncies del sud: Kandahar, Zabul, Helmand i Oruzgan. Arran de l'Operació Anaconda el Pentàgon va sol·licitar que fossin desplegats dels Marines Reials britànics, que estan altament entrenats en guerra de muntanya. Aquests van dur a terme una sèrie de missions durant diverses setmanes amb diversos resultats. Els talibans, que durant l'estiu de 2002 es comptaven per centenars, van evitar combatre contra les forces de la Coalició i durant les operacions fugien per coves i túnels de remotes muntanyes afganeses o mitjançant la frontera amb Pakistán.

## 2003-2005: Eleccions i ressorgiment talibà

### Política i eleccions

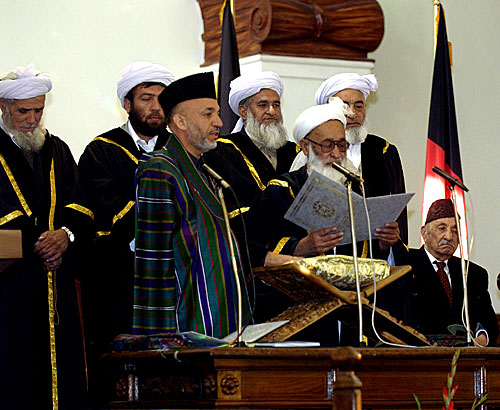
Investidura del president Hamid Karzai el desembre de 2004.

Després dels Acords de Bonn i de la Loya Yirga, que incloïa a 340 membres electes de les províncies, a 110 representants de les minories polítiques i a 52 personalitats nomenades pel president, el 4 de gener de 2004 es va aprovar una nova Constitució. A l'octubre d'aquest mateix any es van celebrar les primeres eleccions democràtiques de la seva història, en les quals va resultar vencedor el ja president interí Hamid Karzai. Diversos opositors de Karzai van denunciar un possible frau que no va ser considerat pels observadors internacionals.
No obstant això, l'autoritat de govern només era efectiva a la capital, Kabul, i en certes àrees controlades per les forces internacionals. L'escassa capacitat de l'exèrcit afganès va atorgar el domini de la major part de el país als diferents senyors de la guerra, que van reprendre el cultiu d'opi a gran escala. A la fi de 2004 l'Afganistan ja era el primer productor mundial d'opi, suposant aquest cultiu més de la meitat de tot el seu PIB.
Durant aquests anys l'ONU va realitzar un esforç per ajudar les població civil, escolaritzant uns 4 milions de nens i restablint el sistema de salut. Per la seva banda, la coalició internacional es va centrar en la formació de les noves forces de seguretat afganeses. Mentrestant, tot i el programa general de desarmament, la resistència talibana es va replegar i va romandre latent en les províncies.
L'11 d'agost de 2003, l'OTAN va assumir el control de la ISAF. Algunes forces estatunidenques a l'Afganistan van operar sota el comandament de l'OTAN, mentre que la resta va continuar sota el comandament directe dels Estats Units. El líder talibà Mullah Omar va reorganitzar el moviment i el 2003 va llançar una insurrecció contra el govern i la ISAF.

### Ressorgiment talibà

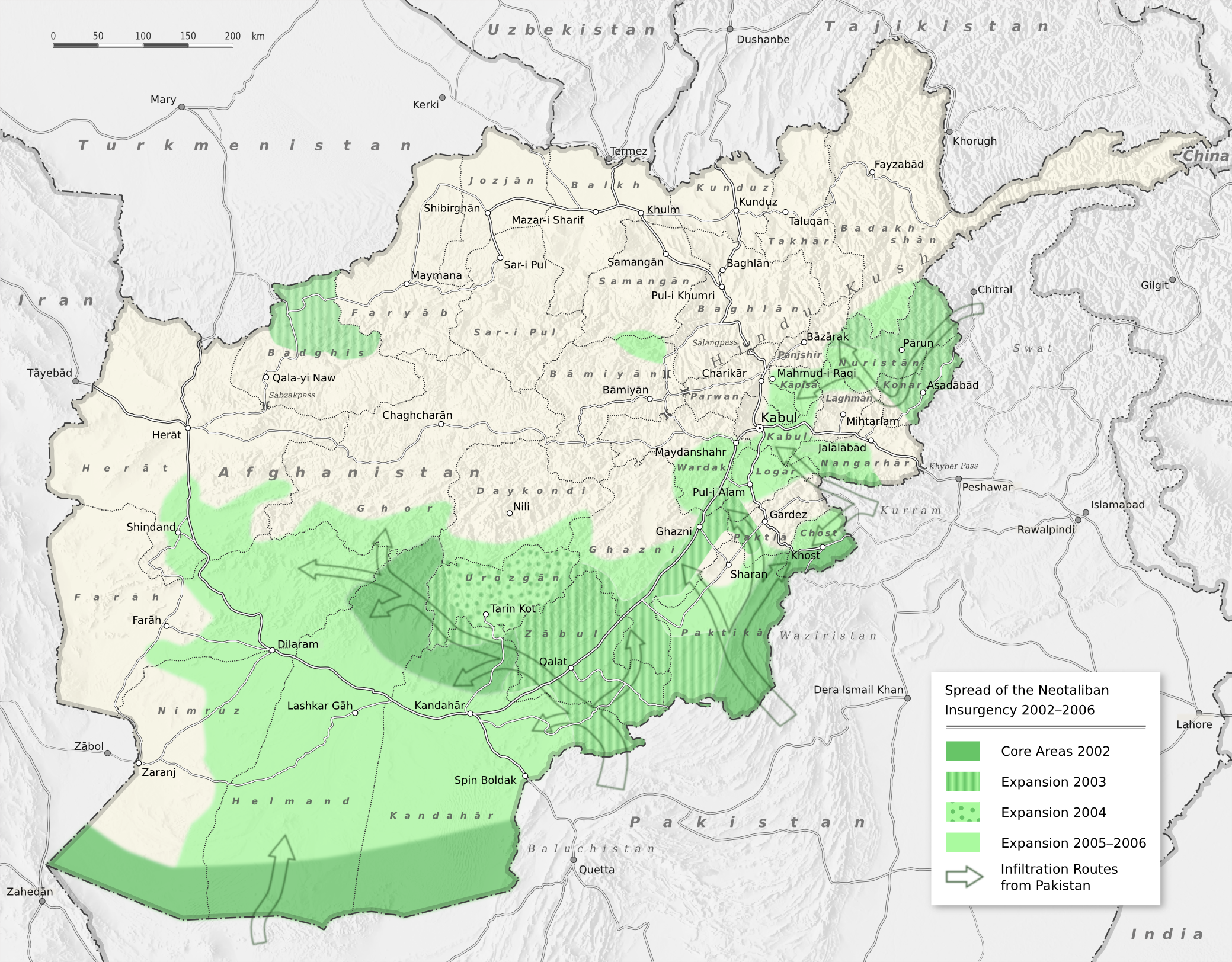
Ressorgiment talibà entre 2002 i 2006

Al llarg de l'any 2003, els talibans i altres grups gihadistes llençaven fulletons a les ciutats i al camp demanant als fidels islamistes a revoltar-se contra les forces estrangeres en una guerra santa. El 27 de gener de 2003, durant l'Operació Mangosta, les forces estatunidenques es van infiltrar matant a divuit rebels sense cap baixa. Arran d'aquests esdeveniments van començar els atacs aïllats de bandes talibanes contra objectius afganesos.
Al maig del mateix any, el primer jutge del Tribunal Suprem dels talibans, Abdul Salam, va proclamar que els talibans havien tornat, reagrupats, rearmats i preparats per a la guerra de guerrilles per expulsar les forces nord-americanes de l'Afganistan. Omar va assignar cinc zones operatives a comandants talibans com Dadullah, que es va fer càrrec de la província de Zabul.
Segons el guerrer talibà Mullah Malang el juny del 2003, es van crear petits camps d'entrenament mòbils al llarg de la frontera per entrenar reclutes en la guerra de guerrilles. La majoria provenien de madrasses de la zones tribals del Pakistan. Les bases, algunes amb fins a 200 combatents, van sorgir a les zones tribals l'estiu del 2003.
Durant l'estiu del 2003, els atacs talibans van augmentar gradualment. Desenes de soldats del govern afganès, treballadors humanitaris de les ONG i diversos soldats dels Estats Units van morir en les batudes, emboscades i bombardejos. A més dels atacs guerrillers, els combatents talibans van començar a construir forces al districte de Dai Chopan a la província de Zabul. Els talibans van decidir defensar-se. Al llarg de l'estiu, s'hi van traslladar fins a 1.000 guerrillers. Més de 220 persones, incloses diverses dotzenes de policies afganesos, van morir l'agost del 2003. L'11 d'agost de 2003, l'OTAN va assumir el control de la ISAF.
El juny de 2004, les forces dels Estats Units van iniciar atacs amb drons al Pakistan al llarg de les àrees tribals federals contra militants talibans i d'Al-Qaeda, durant l'administració del president dels Estats Units George W. Bush.
Les forces de la Coalició van dur a terme al llarg de tot aquest temps diverses operacions militars de les quals destaquen l’Operació Asbury Park entre el 2 i el 17 de juny de 2004 amb l'objectiu de combatre els talibans i altres forces gihadistesde la província d’Oruzgan i la província de Zabul amb almenys 85 morts talibans; l’Operació Red Wings entre finals de juny i mitjans de juliol amb l'objectiu fallit de desmantellar els talibans a província de Kunar i facilitar la realització d'eleccions, amb 19 membres de l'exèrcit estatunidenc morts; l'Operació Whalers (Baleners), del 13 d'agost i el 18 d'agost del 2005, posterior a la Red Wings, amb els mateixos objectius de desmantellar els talibans a la província de Kunar, tot i que aquesta vegada va ser catalogada d'èxit.

## 2006-2008: Desplegament de l'OTAN
A finals de juliol de 2006, l'OTAN va prendre el comandament de la ISAF i es va fer càrrec del control de la regió sud de país (que incloïa les províncies de Daykundi, Helmand, Kandahar, Nimruz, Oruzgan i Zabul) feus tradicionalment pro-talibans i amb vincles amb el narcotràfic d'opi. Aquest traspàs del control dels Estats Units a l'OTAN va suposar un augment de 3.000 a 9.000 militar al territori, coincidint amb un increment de la violència a la zona, on en ocasions va arribar a haver atemptats diaris. A més dels atacs a funcionaris públics i forces internacionals, la violència s'estenia a les escoles, com a forma de desestabilitzar el sistema educatiu (fortament orientat a l'escolarització de les nenes), un dels pilars del nou govern.
El 2007 hi va haver un important ressorgiment talibà amb nombrosos atacs sobretot a la zona sud de país i, segons alguns informes, podrien haver recapturat certes zones que havien perdut el 2001. El 27 de febrer es va produir un atemptat contra la base estatunidenca de Bagram quan el vicepresident Dick Cheney es trobava de visita i en què van morir 18 persones, entre militars i personal.
Al febrer de 2008 es va filtrar la notícia que el Príncep Enric de Gal·les portava més de dos mesos servint al front de l'Afganistan amb el contingent britànic. La notícia va causar un important ressò mediàtic que va provocar la retirada del net de la Reina d'Anglaterra. El dia 17 d'aquest mateix mes es va produir un brutal atemptat a la ciutat de Kandahar que va causar més de 80 morts i diverses desenes de ferits.
A l'agost la situació va empitjorar per l'OTAN, ja que les seves baixes van augmentar al juny, juliol i agost: 120 morts, comparat amb els 190 que van morir en els primers tres anys de conflicte. El 19 d'agost deu soldats francesos van mortir en una emboscada talibana prop de Kabul.
A l'octubre, el país continuava en un clima de violència i, segons el Financial Times, creixien les crítiques contra el govern de Hamid Karzai. També es va dir que la suposada mort d'Osama Bin Laden no va ser real ja que no es va trobar cap cos, que Bin Laden seguia ocupant un rang elevat en la guerra. El 2008 es va anunciar l'ingrés de Colòmbia a l'aliança, que va enviar tropes entrenades en la desactivació de mines antipersona sota el comandament de l'exèrcit espanyol.

## 2009-2010: Escalada de la violència

Evolució del números de tropes estrangeres a l'Afganistan

L'any 2009 va ser el més violent des de la invasió el 2001. La insurgència talibana va incrementar els atacs per tot el territori afganès causant un gran nombre de víctimes, tant civils com de forces afganeses i estrangeres. El repunt de violència al país va fer necessària una revisió de l'estratègia de l'OTAN a l'Afganistan que incloïa l'enviament de més tropes per part dels països membres així com intensificar i millorar la formació de les forces de seguretat afganeses.
Al maig de 2009 la Casa Blanca va declarar que no detindria els bombardejos contra el país, negant-se a la petició de el president de l'Afganistan, Hamid Karzai, després que dos pobles fossin bombardejats, assassinant més d'un centenar de civils.
Al setembre de 2009, una operació aèria dirigida per l'exèrcit alemany va assassinar 90 civils a la província de Kunduz. Aquest incident va provocar la dimissió de el Cap d'Estat Major alemany per ocultar informació relativa als esdeveniments.
Especialment sagnant va ser octubre de 2009 en què es van comptabilitzar el major nombre d'atacs gihadistes des de l'inici de la invasió. El dia 4, van morir vuit soldats estatunidencs en un atac talibà a l'est del país. El dia 17 un suïcida es va immolar davant l'ambaixada índia a Kabul assassinant 17 persones. El 28 un comandament talibà va assaltar la casa d'hostes de l'ONU a Kabul assassinant a 13 persones entre elles sis funcionaris de l'organisme internacional.
A principis de novembre de 2009 el líder opositor Abdullah Abdullah va anunciar la seva renúncia a presentar-se a la segona volta de les eleccions que havien de celebrar-se el dia 8, la qual cosa va suposar la reelecció automàtica del president Hamid Karzai.
L'1 de desembre de 2009 el govern dels Estats Units va sol·licitar a l'OTAN l'enviament de 10.000 soldats més que se sumarien als 30.000 que EEUU es va comprometre a desplegar durant 2010. El Regne Unit i Espanya es van comprometre a enviar a 500 militars addicionals respectivament. El 30 de desembre de 2009 vuit agents de la CIA van morir en un atemptat suïcida a la base nord-americana de Khost, a prop de la frontera amb Pakistan.
L'any 2010 es va iniciar amb la mateixa violència amb què va finalitzar l'any anterior. El 18 de gener els talibans van perpetrar atacs coordinats al centre de Kabul que van causar una dotzena de morts, els objectius dels quals van ser el Banc Central i diferents seus ministeriales.
El 28 de gener de 2010 es va iniciar a Londres la Conferència Internacional sobre l'Afganistan que es va dividir en quatre sessions per abordar temes relacionats amb la seguretat, el govern i desenvolupament, la societat civil i la implicació dels països de la regió i la comunitat internacional en la reconstrucció de país. Entre els temes de debat es va plantejar la consideració d'atorgar cert paper als talibans en el futur govern per aconseguir una reconciliació nacional que aportés la pau a país. També es va pretendre reforçar la lluita contra la corrupció del govern afganès.
Al febrer de 2010, forces de l'OTAN i de l'exèrcit afganès van emprendre una important ofensiva contra els bastions talibans de la província de Helmand. L'acció batejada com a Operació Moshtarak es va iniciar el 12 de febrer amb el desplegament de 15.000 militars a la ciutat de Marjah, sent la major ofensiva de la coalició des de la invasió de país en 2001.
Al maig de 2010, els talibans van prendre el control de districte de Bargi Matal, prop de la frontera amb el Pakistan. No obstant això, aquest districte va ser recuperat per les forces afganeses i l'OTAN en una ofensiva que de diversos dies. Al juny la situació va empitjorar amb un total de 103 militars de l'OTAN morts, el mes amb més baixes estrangeres de tota l'ocupació. El 23 de juny, el comandant Stanley McChrystal va presentar la dimissió davant el president Barack Obama, rellevat pel general David Petraeus.
Al juliol de 2010 es van filtrar milers de documents confidencials de l'exèrcit estatunidenc, en els quals es detallaven operacions militars secretes dels anys anteriors, així com informació sobre la insurgència i de les zones frontereres amb el Pakistan. L'1 d'agost de 2010 els Països Baixos es va convertir en el primer país membre de l'OTAN a retirar les seves tropes de Afganistan. A finals d'agost els talibans van atacar diverses bases de l'OTAN situades a la zona est del país. El 10 de setembre va ser atacada amb pedres la base alemanya de l'OTAN a la província de Badakhshan per la població civil.
El 18 de setembre, es van celebrar les segones eleccions parlamentàries des de la caiguda de el règim talibà. Les eleccions es van celebrar amb relativa tranquil·litat malgrat alguns atacs talibans. El 7 d'octubre es va iniciar a Kabul un Consell de Pau entre les autoritats i els talibans per arribar a una resolució pacífica i definitiva d'un conflicte que ja durava 9 anys. El 8 d'octubre va ser assassinat en un atemptat el governador de la província de Kunduz.

## 2011-2012: Crisi diplomàtica amb Pakistan i mort d'Ossama bin Laden
La mort d'Osama bin Laden es va anunciar el 2 de maig de 2011, quan unitats d'elit de les forces militars estatunidenques van abatre al líder d'Al-Qaeda en el transcurs d'un tiroteig a Abbottabad, Pakistan. El president Barack Obama va informar públicament la nit de l'1 de maig que un petit equip d'operacions especials trobat i matat Bin Laden. L'operació, anomenada «Operació Gerònim» i després «Operació Llança de Neptú», la van realitzar unitats de Grup de Desenvolupament de Guerra Naval Especial dels Estats Units (unitat d'elit dels SEAL) sota el Comandament d'Operacions Especials dels Estats Units, en coordinació amb l'Agència Central d'Intel·ligència (CIA). Les autoritats pakistaneses van confirmar que Bin Laden va morir prop de la ciutat d'Abbottabad en un enfrontament amb militars. Segons va informat l'administració d'Obama, el cos de Bin Laden va ser llançat a la mar després de comprovar, mitjançant proves d'ADN, que efectivament es tractava d'ell.
El 26 de novembre de 2011 a les 02.00 AM (hora local), helicòpters de l'OTAN van bombardejar a les tropes pakistaneses de la localitat de Salala a Mohmand, prop de la frontera amb l'Afganistan, causant la mort de 26 soldats pakistanesos, set ferits i l'agreujament de la tensió entre el govern d'Islamabad i les forces occidentals que actuaven a la zona. El govern va bloquejar els combois d'aprovisionament de l'OTAN. Aquest va ser l'incident més greu entre el Pakistan i les forces occidentals de l'última dècada. Finalment, el dimarts 7 de febrer, després de les disculpes públiques de govern estatunidenc al Pakistan es va restablir l'acord en el qual el govern del Pakistan va tornar a habilitar el pas pel seu territori de combois de l'OTAN, tant de tropes com de logística amb direcció a l'Afganistan.
El 15 d'abril de 2012, els talibans van posar en marxa l'ofensiva talibana de primavera, aquests perpetraren atacs a Kabul contra diverses ambaixades occidentals i els edificis governamentals, la majoria d'ells al cèntric barri de la Zona Verda, aquest cop es va saldar amb la mort de 19 insurgents i 28 ferits.
El 14 de setembre, els talibans van dur a terme l'Ofensiva Camp Bastion sobre la base britànica de Campament Bastió a la província de Helmand, Afganistan. El saldo total de baixes en la batussa va ser de 2 marines nord-americans morts i 5 soldats de la coalició ferits, 6 avions de combat destruïts, entre d'altres. Es van reportar entre 16 i 18 talibans morts i 1 ferit capturat. D'altra banda un portaveu talibà va declarar que l'atac tenia l'objectiu d'atacar la base per la polèmica que va desencadenar la pel·lícula La innocència dels musulmans.
El 12 de novembre, Abu Zaid Al Kuwaití, un possible successor d'Ayman al Zawahiri (líder d'Al-Qaida després de la mort de Bin Laden), va ser assassinat al Pakistan per un dron mentre esmorzava. Al Kuwaití era considerat un dels grans líders gihadistes després de la mort d'Ossama bin Laden al maig de 2011.

## 2013-2014: Fi de les operacions de l'OTAN
El 18 de juny de 2013 el Govern de l'Afganistan va assumir la responsabilitat de garantir la seguretat interna amb el traspàs a les forces policials i militars nacionals, en mans de l'OTAN des de 2001. El procés va començar al juliol de 2011 i va culminar amb el traspàs, per part de la Força Internacional d'Assistència i de Seguretat (ISAF), als afganesos dels últims districtes que encara no controlaven les forces nacionals. L'OTAN tindria només un paper de suport aeri en cas d'atac islamista, així com d'entrenament dels 350.000 membres de la policia, militars i paramilitars afganesos. Es preveia que en aquest cicle prop de 100.000 persones abandonarien el país.
Al setembre del mateix any, les tropes espanyoles van culminar el replegament de la província de Badghis amb la cessió de la base de Qala-i-Naw a les autoritats afganeses. Al desembre, Austràlia va posar fi a dotze anys de missió militar a l'Afganistan amb la retirada de les últimes tropes desplegades a la província d'Oruzgan, encara que va deixar 400 soldats per continuar amb tasques de consultoria i capacitació, principalment a Kabul i Kandahar. El gener de 2014, el ministre de defensa polonès va anunciar la retirada parcial de les tropes poloneses per a maig de 2013.
El 5 d'abril de 2014 van ser celebrades les eleccions presidencials, resultant guanyador Abdullah Abdullah (exministre d'afers exteriors). No obstant això, va ser necessària una segona volta davant Ashraf Ghani celebrada al juny. Els resultats van acabar amb una forta disputa amb acusacions a Abdullah Abdullah de tupinada, però finalment es va arribar a un acord on Ghani exerciria de president i Abdullah Abdullah de primer ministre.
El 12 de maig, els talibans van llançar la seva nova "Ofensiva Taliban de Primavera de 2014"amb l'objectiu d'actuar contra les forces de la ISAF-OTAN i afganeses realitzant atemptats arreu del país com el perpetrat contra el ministeri de Justícia de Jalalabad.
El 31 de maig va tenir lloc l'alliberament del sergent estatunidenc Bowe Bergdahl, capturat a l'Afganistan el 30 de juny de 2009, a canvi de l'alliberament cinc presos de la presó de Guantánamo. Aquest intercanvi va ser possible gràcies a la intermediació de Catar.
El 15 de juliol, un atemptat amb cotxe bomba va causar 89 morts i 80 ferits al districte de Orgun.
El 5 d'agost, un home amb uniforme afganès va atacar a soldats de la coalició i de les forces afganeses a la base britànica d'entrenament Camp Qargha, deixant un soldat estatunidenc mort, 7 soldats ferits, 5 soldats britànics ferits i 3 soldats de les forces afganeses també ferits. L'atacant, que va ser identificat com Rafiqullah i havia servit durant dos anys en l'exèrcit afganès, va ser abatut. A causa d'això el General Joseph Dunford Jr., líder de la coalició ISAF-OTAN, va decidir suspendre momentàniament la missió de col·laboració en el que feia entrenament dels soldats afganos.

### Fi de les operacions de l'ISAF
El 26 d'octubre, l'última unitat de marines estatunidencs i de tropes de combat britàniques presents a l'Afganistan van acabar oficialment les seves operacions, després de transferir el control de dues gran base militar als afganesos, el campament de Leatherneck per part dels Estats Units i Camp Bastion per part de les forces britàniques.
El 22 de novembre, Obama va firmar una ordre mitjançant la qual els EE.UU es comprometia a deixar un nombre de 9.800 soldats per assessorar, entrenar i acompanyar en el combat a les forces afganeses fins a finalitats de 2015, operació que portaria el nom de operació Suport Decidit.
No obstant això, l'1 de desembre de 2014 el secretari general de l'OTAN, Jens Stoltenberg, va corroborar al costat de el president de l'Afganistan, Ashraf Ghani, i el cap de Govern, Abdullah Abdullah, la continuïtat de la missió aliada a partir de l'1 de gener al país i va confirmar que els Estats Units previa mantenir uns 10.800 soldats fins 2024 i l'OTAN continuaria al país amb uns 4.000 militars que tindran un nou rol d'assessorament i equipament de les tropes afganeses, reduint considerablement la seva presència que es comptava al voltant de 130.000 efectius el 2012.
El 28 de desembre de 2014 el President dels Estats Units Barack Obama va donar per finalitzada la missió de la ISAF-OTAN a l'Afganistan i es va realitzar una cerimònia a Kabul amb el comandant de la ISAF John Campbell.
Segons els plans de Barack Obama, EEUU mantindria la presència militar fins al final de 2016 amb un rol d'assessorant i participant en algunes missions de combats concretes. En el seu discurs a la cerimònia, Obama va elogiar que les tropes i el personal d'intel·ligència havien estat "implacables contra els terroristes responsables dels atemptats de l'11 de setembre de 2001, devastant el lideratge d'al-Qaida". No obstant això, va seguir defensant la continuïtat de les seves tropes al país afirmant que l'Afganistan seguia sent "un lloc perillós i el poble afganès i les forces de seguretat continuarien fent enormes sacrificis en defensa del seu país".
Amb data 1 de desembre de 2015 la OTAN va frenar la retirada de les seves tropes, mantenint aproximadament 12.000 soldats segons anunci Jens Stoltenberg.
Al febrer de 2016 el govern d'EE.UU va anunciar l'enviament de fins a 800 soldados a la conflictiva Província de Helmand, un important bastió talibà. Aquest increment de tropes a la província no implicaria l'enviament de més tropes al país, però sí la redistribució dels 9.800 soldats ja existents a l'Afganistan. L'objectiu d'aquest trasllat de tropes era reforçar l'entrenament a les tropes afganeses desplegades en aquesta zona.

## 2015-2016: ressorgiment Talibà

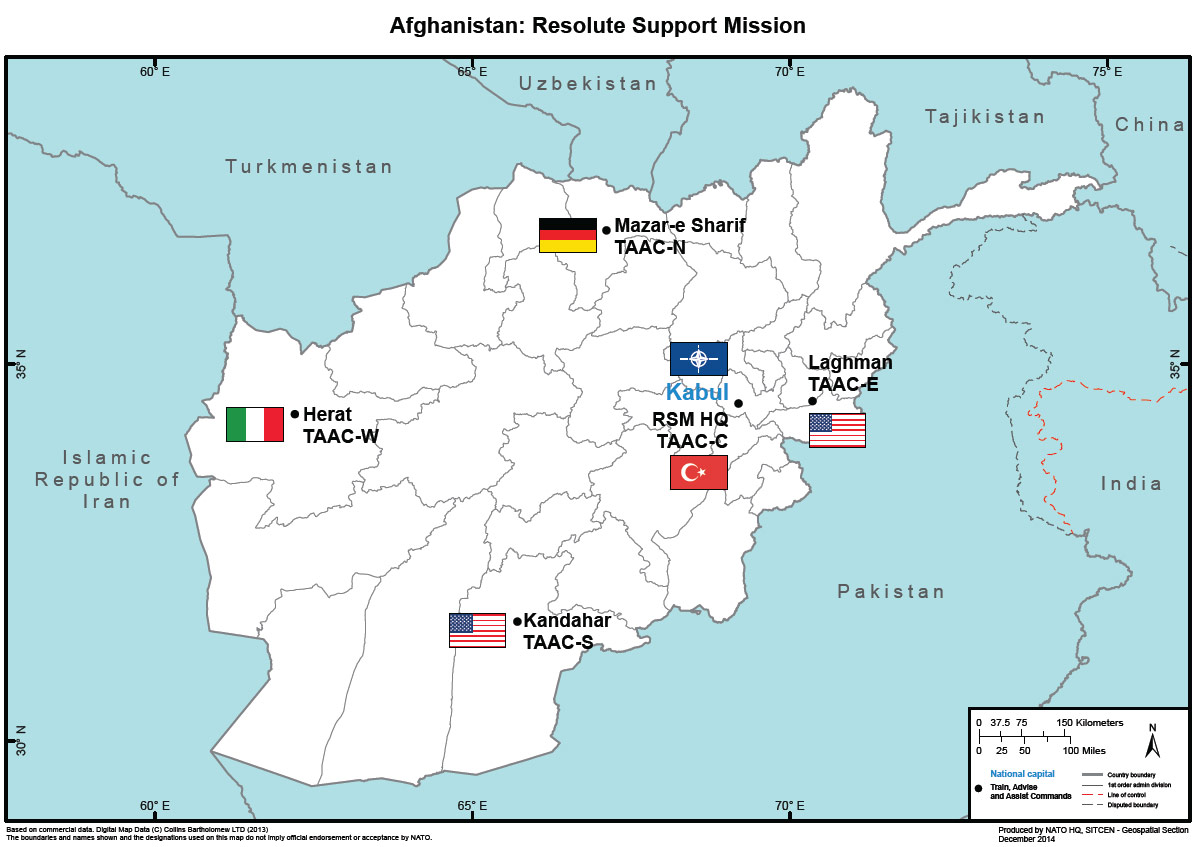
Repartiment de les responsabilitats de Suport Decidit

L'1 de gener de 2015 va començar oficialment l'Operació Suport Decidit d'instrucció de l'Organització del Tractat de l'Atlàntic Nord (OTAN) a les forces afganeses amb la intenció de perdurar durant dos anys, tot i que finalment s'estendria en el temps. Al país es trobaven uns 11.000 instructors estatunidencs que haurian d'ajudar a combatre el terrorisme als funcionaris de seguretat afganesos, fins i tot en operacions de combat en cas d'atac ràpid dels militants talibans. Els militars nord-americans tenien prohibit, però, participar oficialment en accions de guerra, fins i tot en operacions de combat en cas d'atac ràpid dels militants talibans.
Tot i que des de Washington D.C va declarar formalment la finalització de les operacions de combat a finals de l'any 2014, les tropes de les forces especials i els seus aliats afganesos van continuar emprenent un creixent nombre d'atacs nocturns contra objectius talibans i militants d'Al-Qaida.
Al llarg de tot el primer semestre de 2015 es van realitzar multitud d'atacs terroristes al llarg de tot el país assassinant civils, militars estrangers i afganesos, com ara a l'aeroport de Kabul on n'hi va haver dos.
A causa del desencant de l'Estat Islàmic (EI) amb els talibans, aquest grup també va començar a dur a terme accions a les regions del Pakistan i l'Afganistan on l'OTAN tingués presència. El gran esforç propagandístic del nou grup gihadista va portar a molts militants talibans i d'altres grups fonamentalistes a unir-s'hi.
Aquest fet va comportar tensió entre els dos grups que fins i tot es van arribar a enfrontar al districte de Sangin on van morir fins a 35 persones van morir en combats entre les dues faccions islamistes.
El 31 de gener, Mullah Abdul Rauf Khadim, un exmembre de talibà que reclutava nous integrants per l'EI en territori afganès, va ser detingut junt amb 45 dels seus seguidors al districte de Kajaki. Però el 9 de febrer de 2015 mentre es transportava en un automòbil amb 6 presoners més un atac amb dron de l'OTAN va matar-los a tots.
El 15 de març, el Govern de l'Afganistan anunci la mort de 10 milicians de l'Estat Islàmic, entre ells un dels comandants de la formació i presumpte líder de el grup al país, l'anomenat comandant és Hafiz Wahidi qui va morir durant una operació en la província de Helmand, que presumptament havia succeït al mul·là Abdulrauf Jadim com a líder de grup a l'Afganistan.
El 22 de juny hi va haver un atac dels talibans contra el Parlament de l'Afganistan. Un gihadista va fer esclatar un cotxe ple d'explosius en una de les portes de l'edifici, mentre els diputats estaven celebrant una sessió sobre temes de defensa. Just després de l'explosió, un grup d'insurgents va entrar en un edifici proper al Parlament disparant contra les forces de seguretat que protegien el complex públic. Els set rebels van ser abatuts en el tiroteig. A l'almenys dues persones van morir -una dona i un menor- i altres 30 van resultar ferides.
Al llarg de tot l'estiu de 2015, hi va haver almenys 3 atemptats suïcides a Kabul contra tropes estrangeres. La presència estrangera i EI pressionant amb desercions continuades no van aconseguir si no augmentar els atacs continuats arreu del territori afganès.
A finals de setembre, les forces talibanes van llançar un atac contra Kunduz, prenent diversos pobles i entrant a la ciutat. Els talibans van assaltar l'hospital regional i van arribar a la universitat. Els talibans van prendre els pobles Zakhel i Ali Khel a la carretera que condueix cap al sud, que connecta la ciutat amb Kabul i Mazar-e Xarif, i es va informar que van obtenir els seus majors guanys al sud-oest de Kunduz, on algunes comunitats locals s'havien armat per donar suport als talibans.
L'11 de novembre de 2015 es va informar que s'havien produït combats entre diferents faccions talibanes de la província de Zabul. Els combatents fidels al nou líder talibà Mullah Akhtar Mansoor van lluitar contra una facció escindida pro-EI dirigida pel mullah Mansoor Dadullah. Tot i que la facció de Dadullah gaudia del suport de combatents estrangers d'EI, inclosos els uzbeks i els txetxens, es va informar que els lleials talibans de Mansoor tenien el domini. Segons Ghulam Jilani Farahi, director provincial de seguretat de Zabul, més de 100 militants d'ambdues parts van morir des que van esclatar els combats.
El gener de 2016, el govern dels Estats Units va enviar una directiva al Pentàgon, en la qual atorgava nova autoritat legal als seus militars en les seves ofensives contra Estat Islàmic, després que el Departament d'Estat dels Estats Units designés EI a l'Afganistan i el Pakistan com una organització terroristes. La divisió afganesa d'EI va ser formada al gener de 2015, jurant lleialtat a Abu Bakr al-Baghdadi. Inicialment aquesta facció comença amb 60 ó 70 militants, provinents de localitats properes a la frontera amb el Pakistan, i el nombre incrementaria a entre 1.000 i 3.000 militants, dels quals 112 van desertar de les forces afganeses, talibanes i pakistaneses. Amb aquesta directiva ja sobre la taula l'exèrcit dels Estats Units va realitzar almenys una dotzena d'operacions a la província de Nangarhar.
El 6 de març de 2016, el president Ashraf Ghani de l'Afganistan va anunciar al Parlament afganès que havia estat derrotat l'Estat Islàmic a la part oriental de país. Les forces afganeses van confirmar la victòria de l'operació el dia 21 en els districtes de Achin i Shinwar a la província de Nangarhar. A principis d'abril de 2016, es va publicar un informe que afirmava que les forces d'EEUU i afganeses havien matat 1.979 militants de militants d'EI, almenys 736 havien resultat ferits i 965 havien estat detinguts entre l'abril de 2015 i març de 2016.
El juny de 2016, el president Obama va aprovar una política per donar a la Estats Units major capacitat militar per donar suport a les forces afganeses que lluitaven contra els talibans i més llibertat al comandant dels EUA a l'Afganistan per decidir si calia o no fer intervencions militars conjuntes amb les forces afganeses. La decisió també permetria un major ús de el suport aeri dels Estats Units, particularment en les missions CAS. Al juliol, Obama va anunciar el desplegament de 8.400 soldats abans d'acabar el seu mandat, en lloc de reduir el nombre d'efectius a 5.500, contradient els pactes signats amb anterioritat.

### Col·lapse de les converses de pau
L'abril de 2016, el president Ashraf Ghani va admetre el fracàs dels governs afganesos en els seus intents d'iniciar converses de pau amb els talibans, i les va tallar, dificultades per la integració de les Xarxa Haqqani en el lideratge talibà. El juliol de 2016 el nou líder dels talibans, Haibatullah Akhundzada, va dir que un acord de pau era possible si el govern de Kabul renunciava als seus aliats estrangers.
El setembre de 2020, el govern afganès va alliberar més de 5.000 presoners talibans, inclosos 400 condemnats per delictes importants com assassinat, en el marc de l'Acord de Doha de 2020 entre els Estats Units i els talibans. Molts dels veterans alliberats van tornar al camp de batalla per reforçar els talibans.

## 2021: Retirada nord-americana i ofensiva dels talibans
El president dels Estats Units d'Amèrica Joe Biden va anunciar 14 d'abril de 2021 que les tropes nord-americanes es retirarien d'Afganistan entre l'1 de maig i l'11 de setembre, allargant el termini inicial pactat amb els talibans que acabava l'1 de maig, i el 4 de maig els talibans llancen una ofensiva contra les forces afganeses al sud de Helmand i sis províncies més. L'onze de maig els talibans capturen Nerkh, a prop de Kabul i la violència s'intensifica a 26 de les 34 províncies del país.

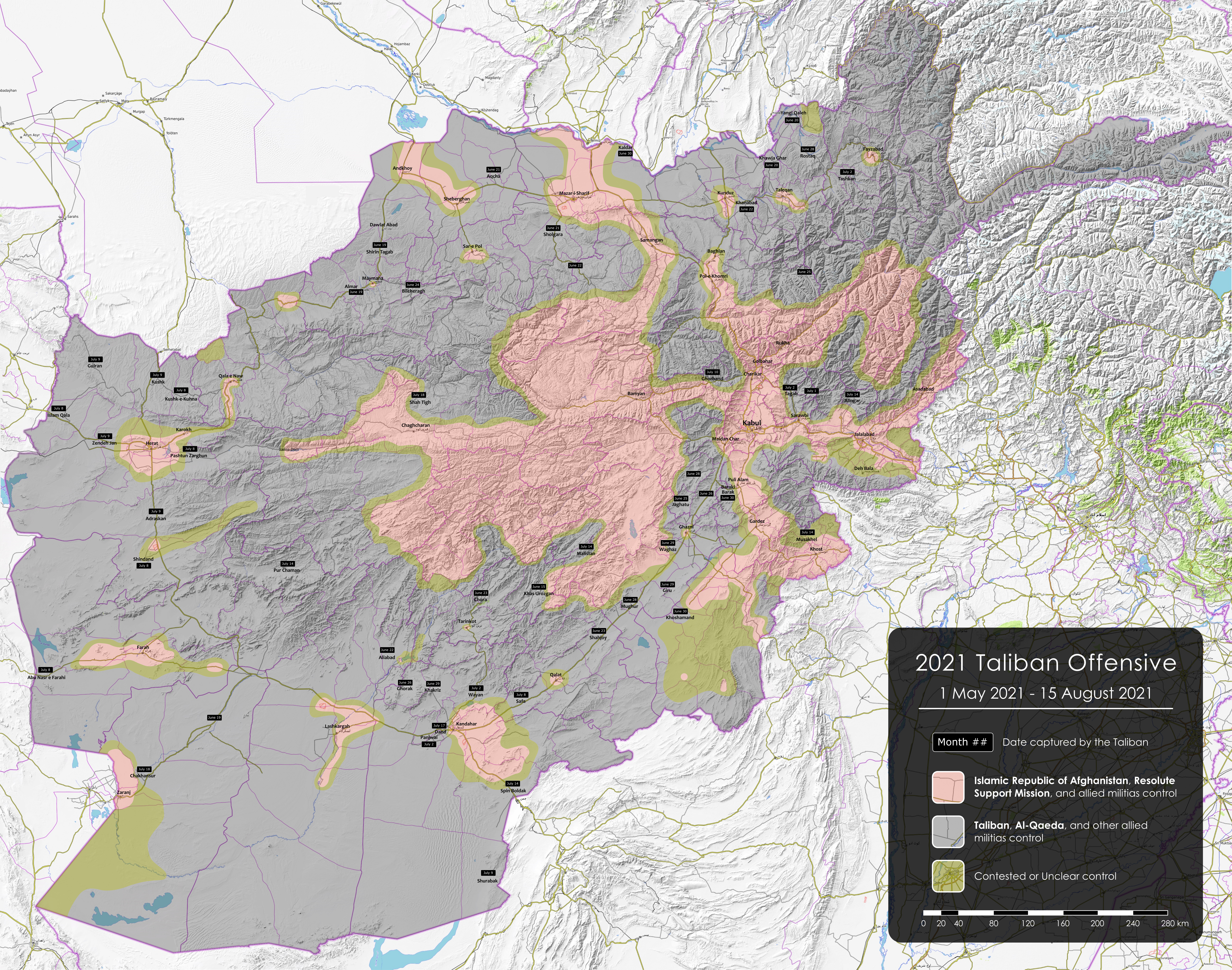
Mapa de l'Afganistan amb la situació de control territorial el 25 de juliol.

El 22 de juny els combatents talibans llancen una sèrie d'atacs al nord del país, lluny de les tradicionals fortaleses del sud, i controlen més de 50 dels 370 districtes. El 2 de juliol les tropes nord-americanes es retiren de la seva base de Bagram, posant punt-i-final efectiu a la intervenció dels Estats Units a la guerra, i el 21 de juliol els talibans ja controlen la meitat dels districtes de l'estat, i el 6 d'agost prenen Zaranj, al sud del país, sent la primera capital de província que cau en mans dels talibans en anys, i nou més ho fan els dies següents, incloent Kunduz, al nord, i el 15 d'agost el president Ashraf Ghani va fugir del país.

### Caiguda de Kabul
La caiguda de Kabul va començar el 15 d'agost de 2021, quan les forces talibanes van entrar a Kabul, la capital de l'Afganistan. El seu avanç va començar amb un fort assalt des dels afores, amb una apagada a tota la ciutat, aturada quan la delegació talibana i el govern afganès restant van reprendre les negociacions, cosa que va provocar l'inici d'una presa completa del poder per part dels talibans.
Tot i que les negociacions van ser tenses, els talibans van sol·licitar una transferència pacífica de poder, i el govern va declarar la voluntat de lliurar pacíficament Kabul als rebels. El govern va sol·licitar la transferència del poder a un govern de transició, mentre que els talibans preferien una transferència completa del poder.
Des del 15 d'agost una multitud es va congregar als voltants de l'Aeroport Internacional Hamid Karzai, on els Estats Units garanteixen la seguretat i el control aeri, i des del què es van evacuar per aire unes 90.000 persones.

## Baixes de la coalició

Evolució per mesos de les baixes de la coalició.

Les baixes de la coalició internacional van anar de menys a més a mesura que el conflicte es transformava d'una invasió i guerra oberta el 2001 fins a una guerra de guerrilles amb atacs terroristes arreu del territori afganès. L'any 2010 és l'any amb més baixes de la coalició que sumen 711 morts, essent el juny d'aquest mateix any el mes amb més morts, un total de 103.
Tanmateix, almenys 150 militars i personal va morir per causes relacionades amb la guerra, però no en combat. D'aquestes 150 persones, destaca l'accident del Yak-42 a Turquia on van morir en un accident 75 persones, 62 dels quals eren soldats espanyols.
Pel que fa a les províncies, a Helmand i Kandahar són les que més baixes hi ha hagut amb almenys 959 i 541 mortsrespectivament.
A les taules de sota, es pot veure el nombre de morts per nacionalitat i província.
| País            | Total |
| --------------- | ----- |
| Albània         | 1     |
| Alemanya        | 54    |
| Austràlia       | 41    |
| Bèlgica         | 1     |
| Canadà          | 158   |
| Corea del Sud   | 1     |
| Croàcia         | 1     |
| Dinamarca       | 43    |
| Estats Units    | 2451  |
| Espanya         | 34    |
| Eslovàquia      | 3     |
| Estònia         | 9     |
| Finlàndia       | 2     |
| França          | 86    |
| Geòrgia         | 29    |
| Hongria         | 7     |
| Itàlia          | 48    |
| Jordània        | 2     |
| Letònia         | 3     |
| Lituània        | 1     |
| Montenegro      | 1     |
| Noruega         | 10    |
| Nova Zelanda    | 11    |
| OTAN            | 18    |
| Països Baixos   | 25    |
| Polònia         | 40    |
| Portugal        | 2     |
| Regne Unit      | 455   |
| República Txeca | 14    |
| Romania         | 25    |
| Suècia          | 5     |
| Turquia         | 14    |
| Desconegut      | 1     |
| Total           | 3.595 |

| Provincia              | Total |
| ---------------------- | ----- |
| Província de Bādgīs    | 35    |
| Província de Baghlan   | 18    |
| Província de Balh      | 23    |
| Província de Bāmiyān   | 10    |
| Província de Farāh     | 53    |
| Província de Fāryāb    | 17    |
| Província de Ġaznī     | 115   |
| Província de Ġawr      | 2     |
| Província de Helmand   | 959   |
| Província de Herāt     | 55    |
| Província de Jawzjān   | 4     |
| Província de Kabul     | 192   |
| Província de Kandahar  | 561   |
| Província de Kāpīsā    | 64    |
| Província de Jost      | 47    |
| Província de Kunar     | 177   |
| Província de Kundūz    | 33    |
| Província de Laġmān    | 26    |
| Província de Lawgar    | 71    |
| Província de Nangarhar | 70    |
| Província de Nimruz    | 6     |
| Província de Nūristān  | 36    |
| Província de Urūzgān   | 69    |
| Província de Paktiyā   | 30    |
| Província de Paktīkā   | 147   |
| Província de Panjshīr  | 3     |
| Província de Parwān    | 83    |
| Província de Samangān  | 1     |
| Província de Tahār     | 3     |
| Província de Vardak    | 130   |
| Província de Zābul     | 124   |

## Establiment de la ISAF
La Força Internacional d'Assistència i de Seguretat és una missió militar internacional sota la direcció de l'OTAN establerta pel Consell de Seguretat de les Nacions Unides el 20 de desembre del 2001 per dirigir les operacions militars per ajudar el Govern de la República islàmica de l'Afganistan a l'establiment i el manteniment d'un entorn segur i pacificat amb una col·laboració total amb les forces de seguretat nacionals afganeses, per tal d'estendre l'autoritat i la influència del govern per a facilitar la reconstrucció de l'Afganistan i de permetre al govern exercir la seva sobirania a tot el país. La missió inicial va consistir a protegir Kabul i els seus voltants dels talibans, els militants d'al-Qaida i altres faccions de "senyors de la guerra" per a permetre l'establiment de l'administració transitòria encapçalada per Hamid Karzai. Però el mes d'octubre del 2003, el Consell de Seguretat de l'ONU va autoritzar l'expansió de la seva missió a tot el país, que es va desenvolupar en quatre etapes, al nord en desembre de 2003, l'oest, sud i est en 2006, substituint el mandat de l'Operació Llibertat Duradora
Des del 2006, la ISAF ha estat implicada en operacions de combat intensives a l'Afganistan del sud, una tendència que va continuar ampliant-se durant els tres anys següents, mentre que els atacs contra les seves forces també van anar augmentant en altres regions del país. El gener de 2009, el contingent comptava amb al voltant de 55.100 soldats pertanyents a 26 països de l'OTAN, 10 països associats i 2 de no-associats. Les contribucions principals són les aportades pels Estats Units, el Regne Unit, Alemanya, el Canadà, França i Itàlia. Amb l'elecció del nou president dels Estats Units, Barack Obama, es va anunciar el reforç de tropes d'aquest país al contingent de la ISAF. Des de la fi oficial de la guerra, milers de soldats d'ambdós bàndols han mort en diferents accions arreu del país.